# Sonate K. 49
Pour les articles homonymes, voir K49.
La sonate K. 49 (F.7/L.301) en ut majeur est une œuvre pour clavier du compositeur italien Domenico Scarlatti.

## Présentation
La sonate K. 49, en ut majeur, est notée Presto. Scarlatti ménage plusieurs interruptions du discours au moyen de points d'orgue que précèdent des formules cadentielles, soit mineures, soit majeures. Ce procédé ne sera utilisé que postérieurement dans les sonates. Dans la seconde section, la force dramatique est renforcée par une longue gamme rapide qui dégringole sur près de quatre octaves (Mantiene il trillo con carriera veloce).
Isolée dans le manuscrit de Venise, la sonate est associée avec la K. 139, dans le relatif d’ut mineur, qui la suit dans le manuscrit de Parme. La K. 49 termine sa première section à la dominante et commence la seconde moitié dans la même tonalité, reliant fortement les deux parties (comme cela se produit dans quatre autres sonates du volume III à Parme : no 1 (K. 55), no 7 (K. 43), no 11 (K. 47) et no 28 (K. 100), suggérant une élision possible de la toute fin de la première section pour assurer une transition en douceur vers la seconde. Cela pourrait également être valable pour les no 7, no 11 et no 12 (K. 57) du recueil parmesan. 
Pestelli considère cette sonate K. 49, très développée, très proche de Haydn et Mozart dans le style de nombreuses autres sonates que Kirkpatrick considère comme des œuvres ultérieures. D'autre part, il suggère que la deuxième sonate (K. 139), avec ses crescendos et accents chromatiques, s'approche de l'esprit Beethoven.

## Manuscrits et édition
Le manuscrit principal est le numéro 7 du volume XIV (Ms. 9770) de Venise (1742), copié pour Maria Barbara et une autre copie figure dans le volume II 12 (Ms. 9773), copié dix ans plus tard ; l'autre est Parme III 5 (Ms. A. G. 31408). Une copie de 1752 est à Londres, manuscrit Worgan, Add. Ms. 31553 (no 11) ; deux copies figurent à Saragosse source 2 (B-2 Ms. 31) no 5, fos 9v-11r et source 3 (B-2 Ms. 32) no 44, fos 87v-89r. La première édition est réalisée à Paris en 1751, par Boivin, no 2 du troisième recueil (précédée et suivi par deux sonates apocryphes),,.

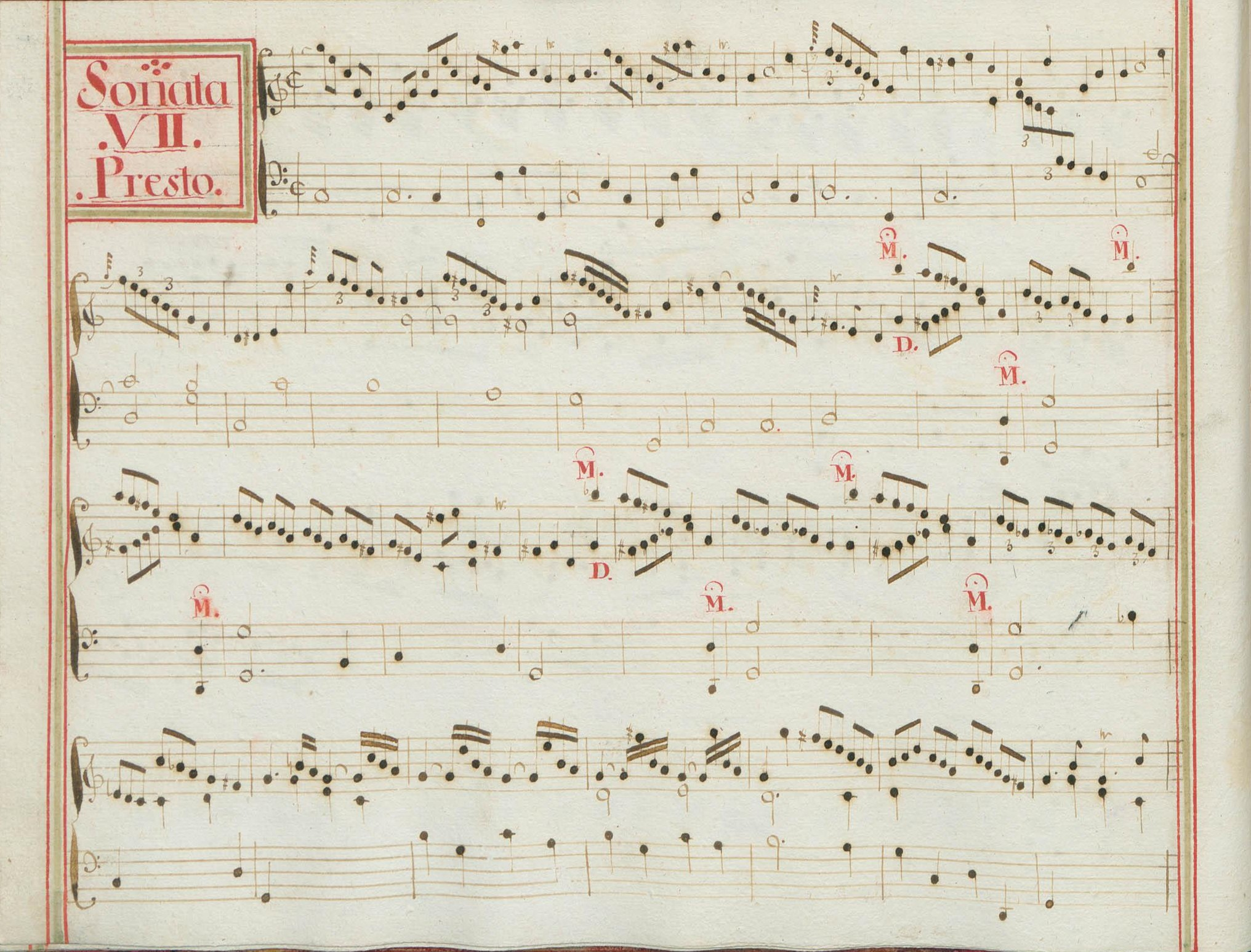
Venise XIV 7.
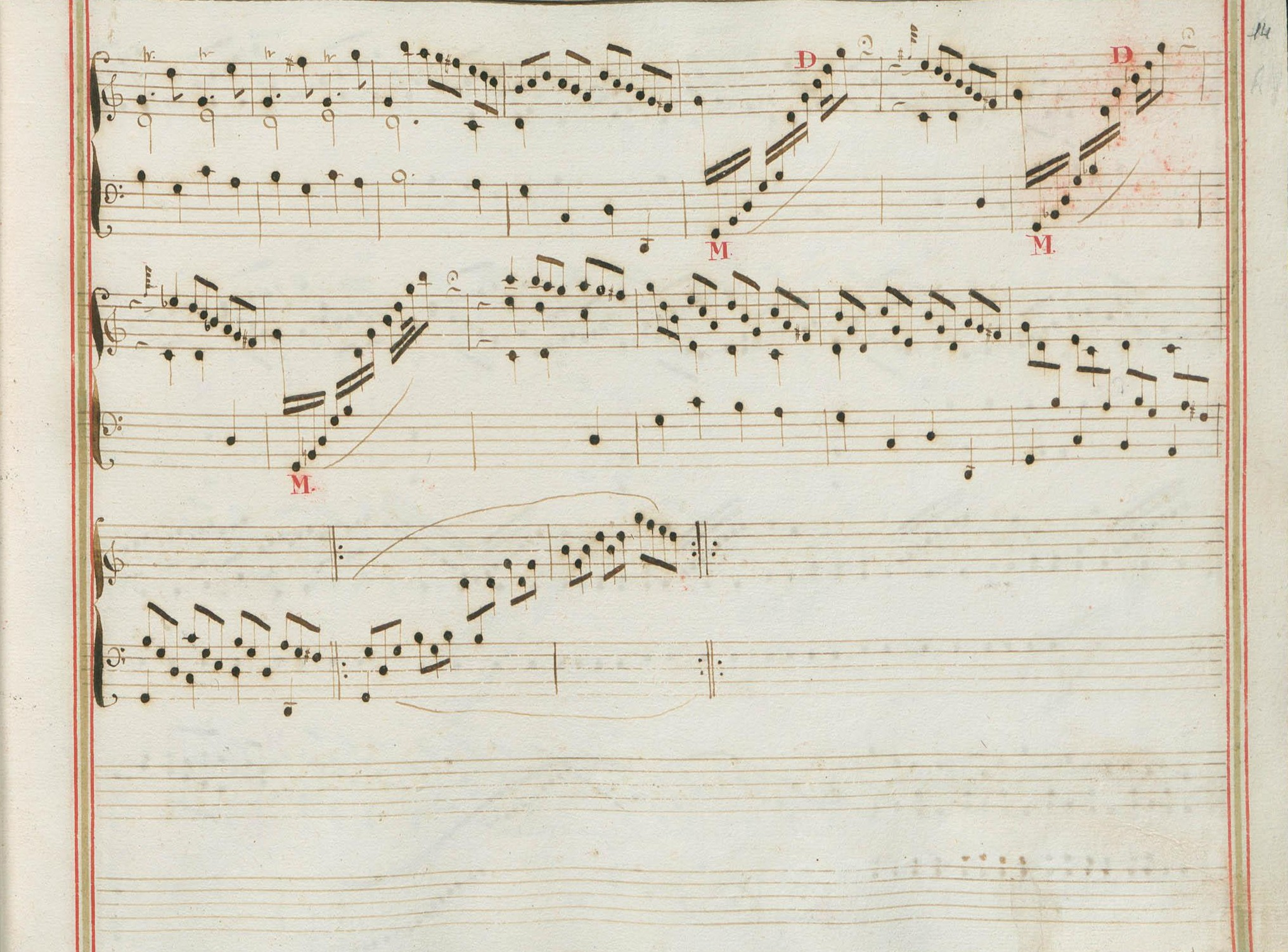
Venise XIV 7 (fin de la première section).
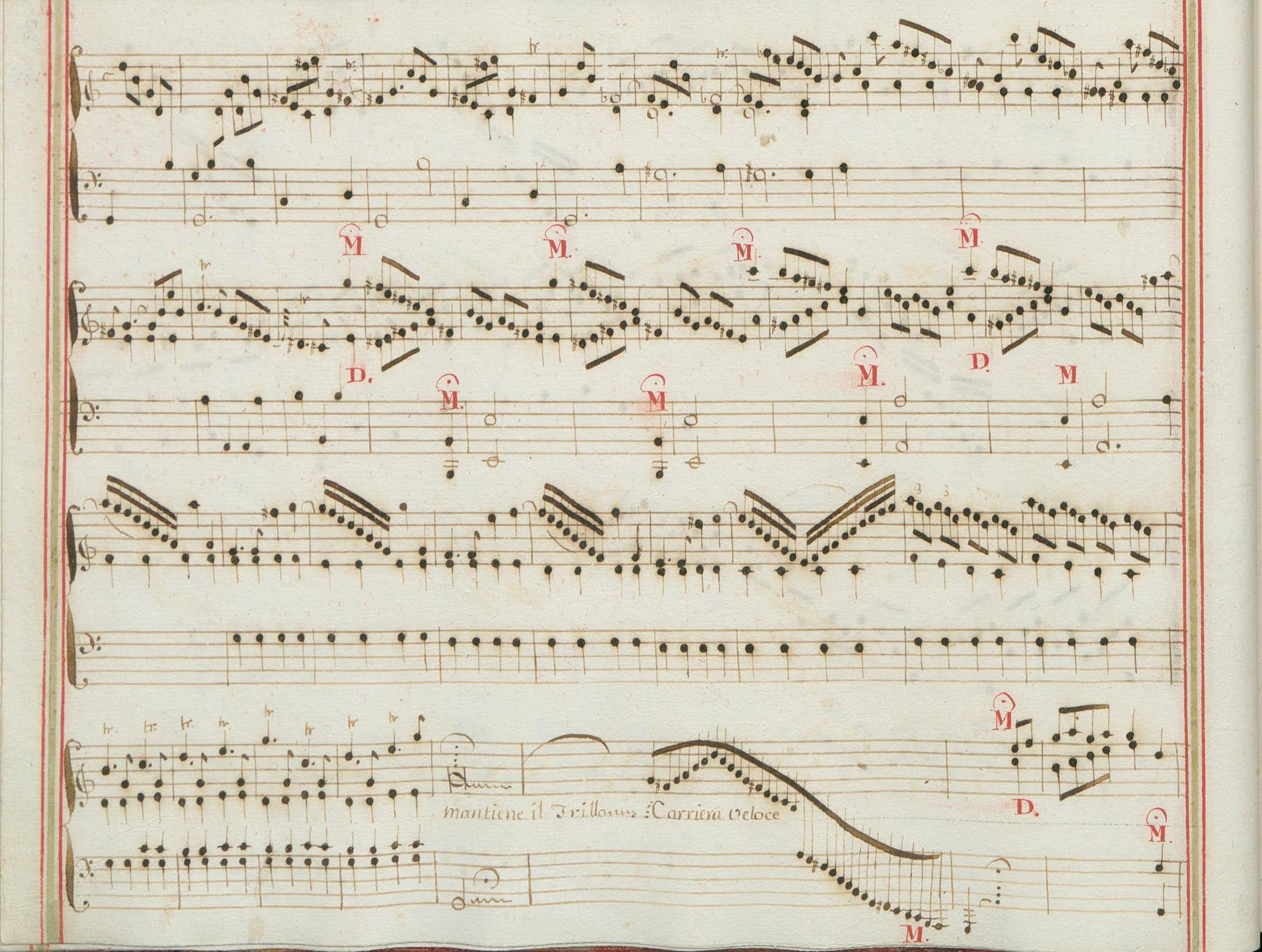
Venise XIV 7 (début de la seconde section).
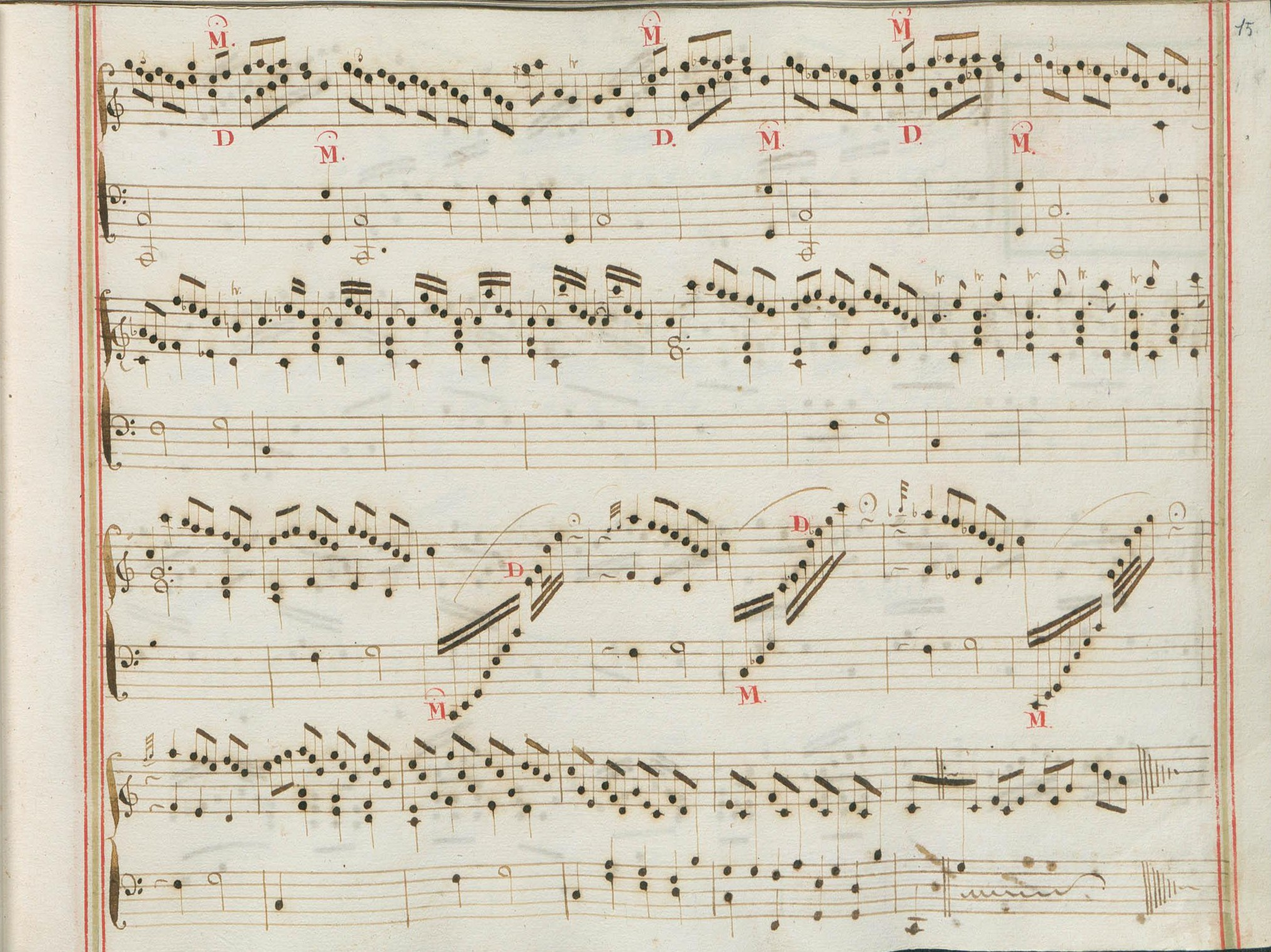
Venise XIV 7 (fin de la sonate).
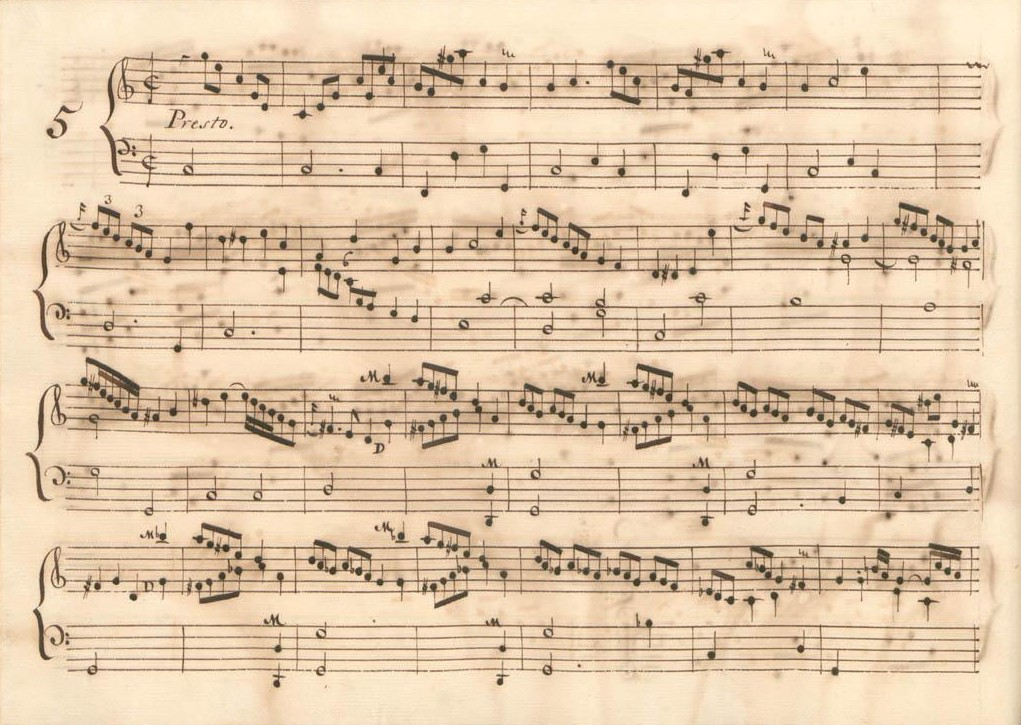
Parme III 5.
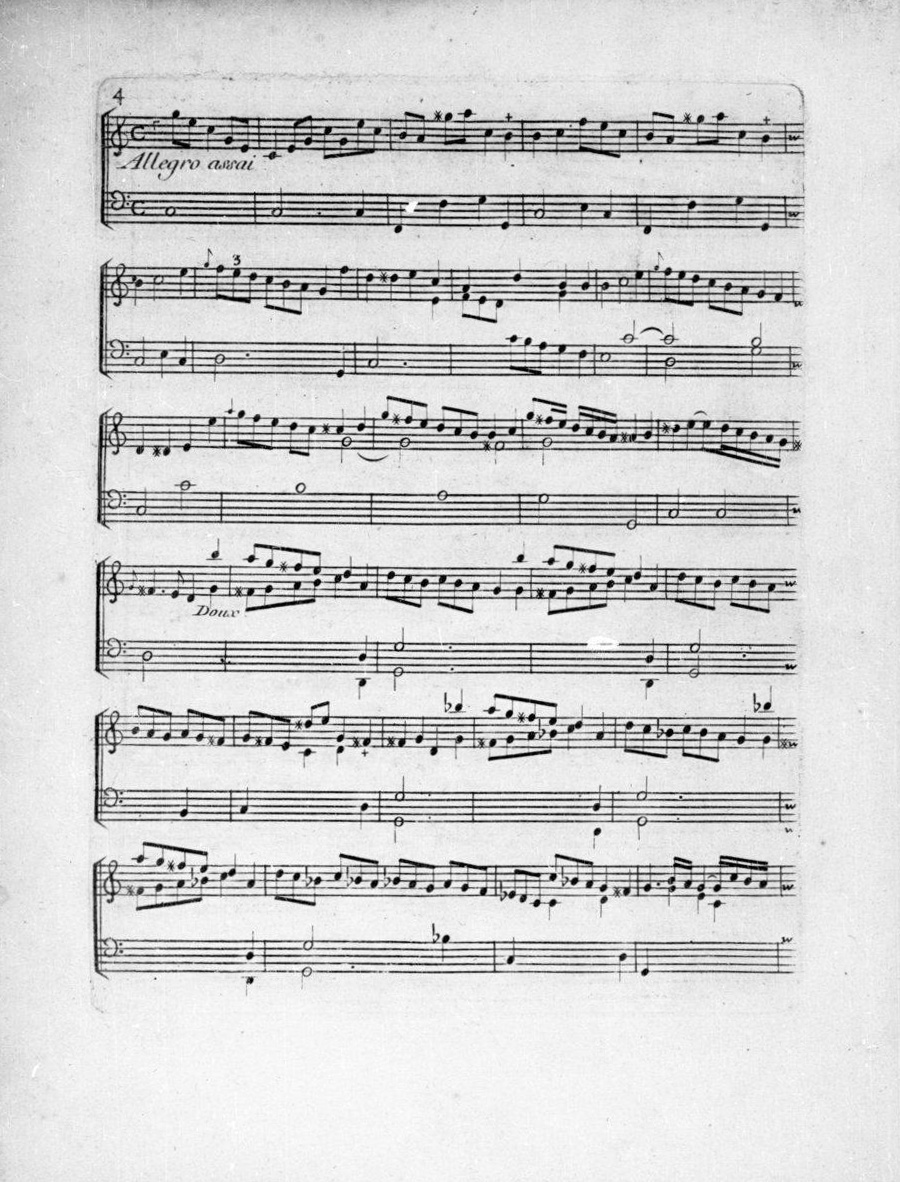
Boivin, 1740.

## Interprètes
La sonate K. 49 est défendue au piano, notamment par Hae Won Chang (Naxos, vol. 1) Carlo Grante (2009, Music & Arts, vol. 2) ; au clavecin par Zuzana Růžičková (1965 et 1976, Supraphon), Rafael Puyana (1984, Harmonia Mundi), Scott Ross (1985, Erato), Francesco Cera (2000, Tactus, vol. 1), Ottavio Dantone (2000, Stradivarius, vol. 4), Pieter-Jan Belder (2001, Brilliant Classics, vol. 2), Richard Lester (2001 et 2005, Nimbus, vol. 1 et 6) et Stefano Innocenti (2013, Brilliant Classics). Aline Zylberajch (2003, Ambronay) l'interprète au piano-forte.

## Sources
: document utilisé comme source pour la rédaction de cet article.
- Ralph Kirkpatrick (trad. de l'anglais par Dennis Collins), Domenico Scarlatti, Paris, Lattès, coll. « Musique et Musiciens », 1982 (1re éd. 1953 (en)), 493 p. (ISBN 978-2-7096-0118-4, OCLC 954954205, BNF 34689181).
- Alain de Chambure, « Domenico Scarlatti : Intégrale des sonates — Scott Ross », Erato (2564-62092-2), 1985 (OCLC 891183737) .
- (en) Carlo Grante, « Domenico Scarlatti, intégrale des sonates pour clavier (vol. 2) », Music & Arts (CD-1291), 2009 (OCLC 840087257) .
- (es) Celestino Yáñez Navarro (thèse), Nuevas aportaciones para el estudio de las sonatas de Domenico Scarlatti. Los manuscritos del Archivo de Música de las Catedrales de Zaragoza, Université autonome de Barcelone, 2016 (lire en ligne)